# Heinz Becher
Heinz Manfred Becher (* 4. September 1933 in Worms; † 30. Mai 2019 in Bingen) war ein deutscher Ruderer.
Becher schloss sich Anfang der 1950er Jahre dem Ruderclub Worms an, um die Folgen seiner überstandenen spinalen Kinderlähmung zu überwinden, was mit Hilfe des Rudersports auch gelang. Becher ruderte im Achter, Vierer ohne Steuermann und bildete schließlich Ende der 1950er Jahre einen Doppelzweier mit dem Darmstädter Wolfgang Koch. Als Koch nach einem Motorradunfall ausfiel, ruderte Becher 1959 im Einer.
1960 bildete Becher einen Doppelzweier mit Just Jahn vom ARC Würzburg. Dieser Doppelzweier belegte bei den Deutschen Meisterschaften den dritten Platz hinter den Ratzeburgern Manfred Rulffs und Karl-Heinrich von Groddeck und den Konstanzern Wolfgang Montag und Herbert Hoff. Bei den Ausscheidungskämpfen für die gesamtdeutsche Mannschaft starteten die Ratzeburger als Mitglieder des Deutschland-Achters nicht im Doppelzweier. Becher und Just konnten sich sowohl gegen Montag und Hoff als auch gegen die Boote aus der DDR durchsetzen und wurden für die gesamtdeutsche Mannschaft nominiert. Am Tag vor der ersten Runde bei den Olympischen Spielen fiel Just Jahn wegen eines Schwielenabszesses an der Hand aus. Da kein Skull-Ruderer als Ersatzmann mitgereist war, rückte der Düsseldorfer Riemen-Ruderer Günter Schroers zu Becher in den Doppelzweier. Die beiden belegten im ersten Vorlauf den fünften Platz und schieden dann als Drittplatzierte des dritten Hoffnungslaufs aus.
Heinz Manfred Becher blieb seinem Verein auch nach seiner Karriere treu. Er ist Ehrenmitglied des Wormser Ruderclub Blau-Weiß von 1883, dem nach einer Fusion 2006 aus den beiden Wormser Rudervereinen entstandenen einzigen Ruderverein in Worms.